# Hirschhorn (Neckar)
Hirschhorn (Neckar) es una pequeña ciudad en el sur de Hessen (Alemania) también llamada "la perla del valle del Neckar".
Hirschhorn es una localidad conocida por las posibilidades que ofrece para descansar y se halla en el parque natural de Bergstraße-Odenwald.
Hirschhorn se encuentra en un recodo del río Neckar a unos 19 kilómetros al este de Heidelberg. El Neckar se ha encajado aquí en las alturas del bosque de Oden. Hirschhorn se encuentra en su mayor parte en la parte septentrional del río. Solo
la zona de Ersheim se halla en la orilla sur del río. Ersheim es la única parte del estado de Hessen que se encuentra al sur del río Neckar. En Hirschhorn se unen dos afluentes derechos del Neckar, el Ulfenbach y el Finkenbach, en el Laxbach, que desemboca en el Neckar.
Hirschhorn limita al norte con la comuna de Heddesbach y con la ciudad de Eberbach (zona de Brombach) (ambas parte de la región del Rin-Neckar de Baden-Württemberg), y la comuna de Rothenberg (Odenwald), en el Este con la ciudad de Eberbach, al sur con la comuna de Schönbrunn (zona del Rin-Neckar) y con la ciudad de Neckarsteinach, así como con la región libre de Michelbuch y con las ciudades de Neckarsteinach y Schönau (región del Rin-Neckar).

## Cultura y sitios de interés

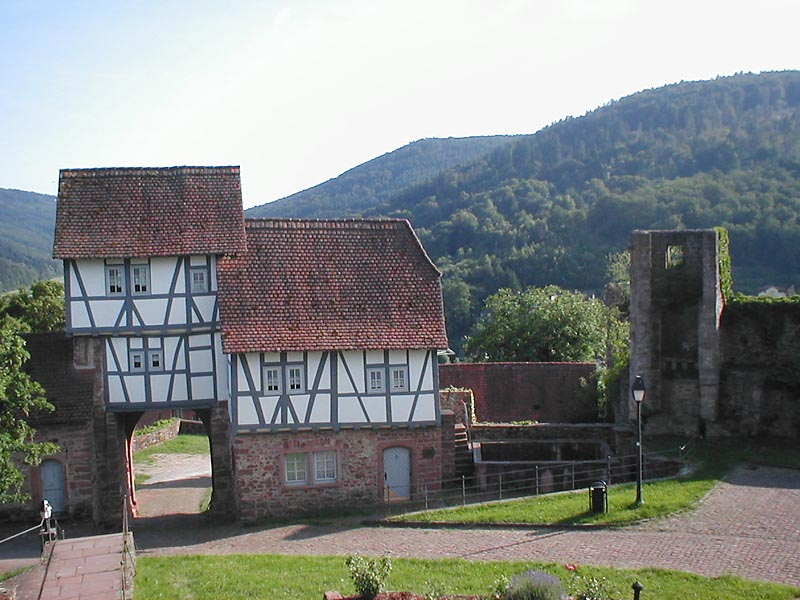
Torre del castillo de Hirschhorn.

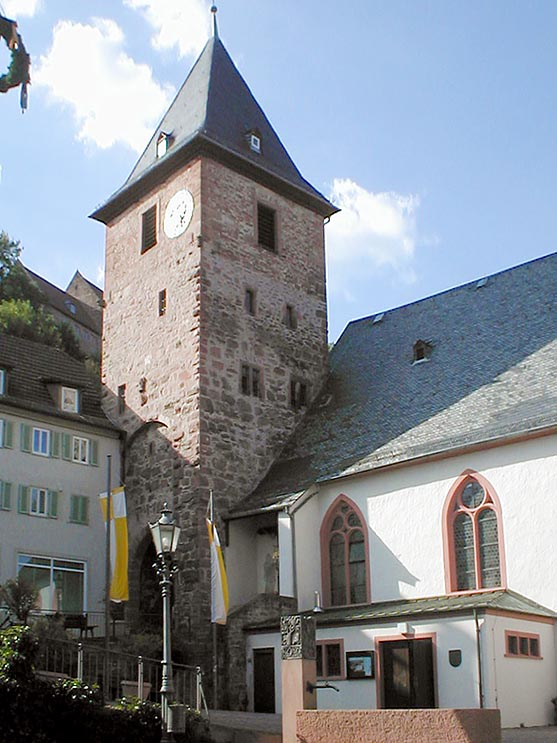
Iglesia parroquial católica con torre.

### Edificios
- El castillo de Hirschhorn está en una extensión sobre la ciudad misma.

En el castillo se halla un cementerio, palacio, caballerizas y varios edificios para actividad económica.
- Bajo el castillo se halla la iglesia del monasterio de las carmelitas de la Anunciación de María, inaugurado en 1406, con la capilla de Santa Ana, del 1513. La iglesia tiene muchos epitafios medievales y tiene partes góticas.

A la derecha de la iglesia se halla el edificio del monasterio.
- La Iglesia de la Concepción Inmaculada de María fue construido entre 1628 y 1630 como iglesia luterana, fue cerrada durante la Contrarreforma en 1636 y fue reconstruida en 1730/31 como iglesia católica.

La iglesia tiene como torre una torre mucho más antigua del portal de 1392. En este sitio hay otros restos del muro de la ciudad, entr los que se encuentra el portal oriental, usado hasta 1830.
- La tercera iglesia del sitio es la iglesia evangélica al final de la callejuela de Grabengasse, que fue inaugurada en 1892.
- En la cresta del cerro en el otro lado del río Neckar, en la zona de Ersheim, se encuentra la Capitall de Ersheim, mencionada ya en crónicas del 773 en el Código de Lorsch, y que es la iglesia más antigua del valle del Neckar.
- Casas antiguas en la parte antigua de la ciudad.
- Esclusa en el Neckar con puente.

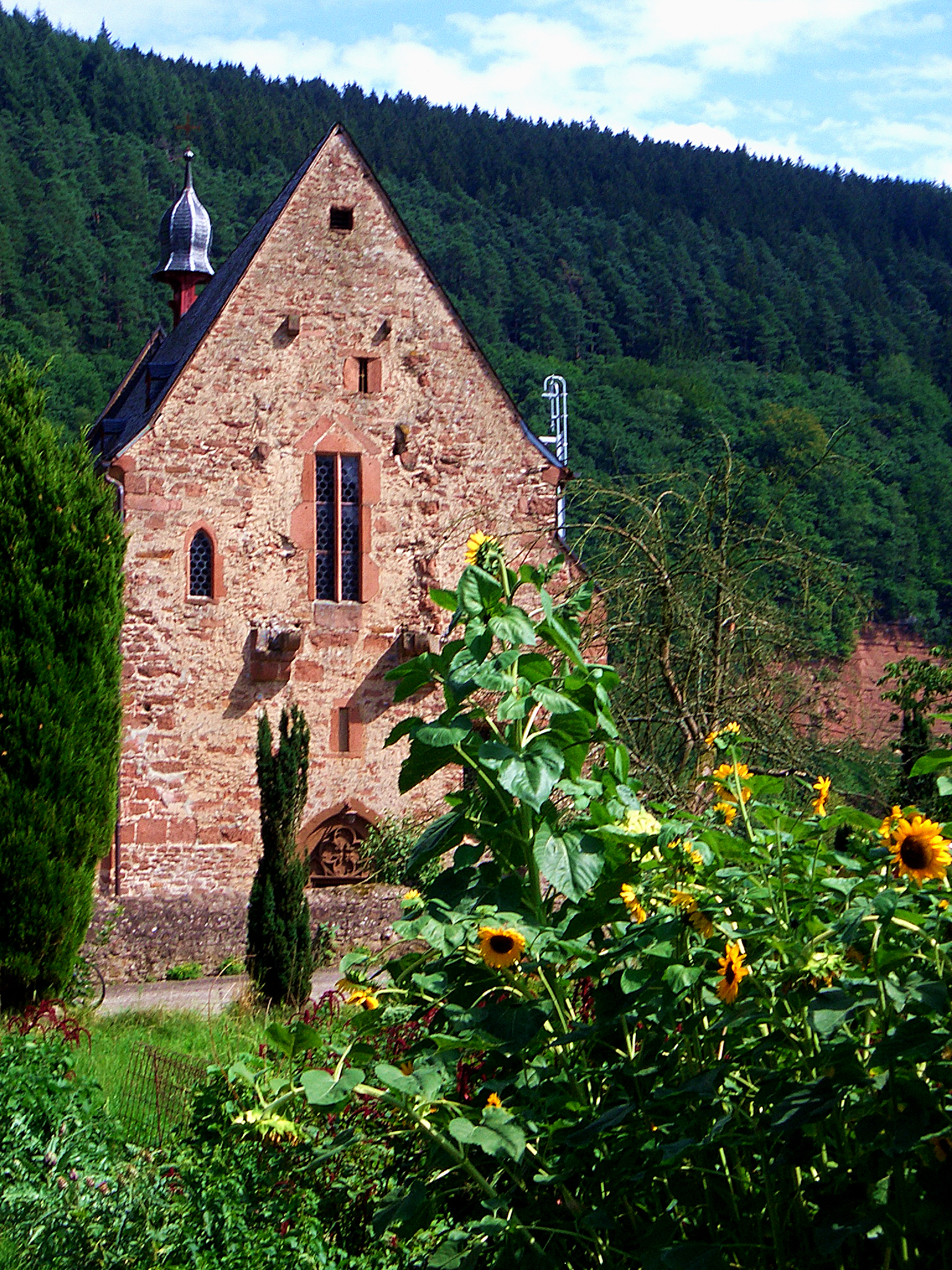
Capilla de Ersheim
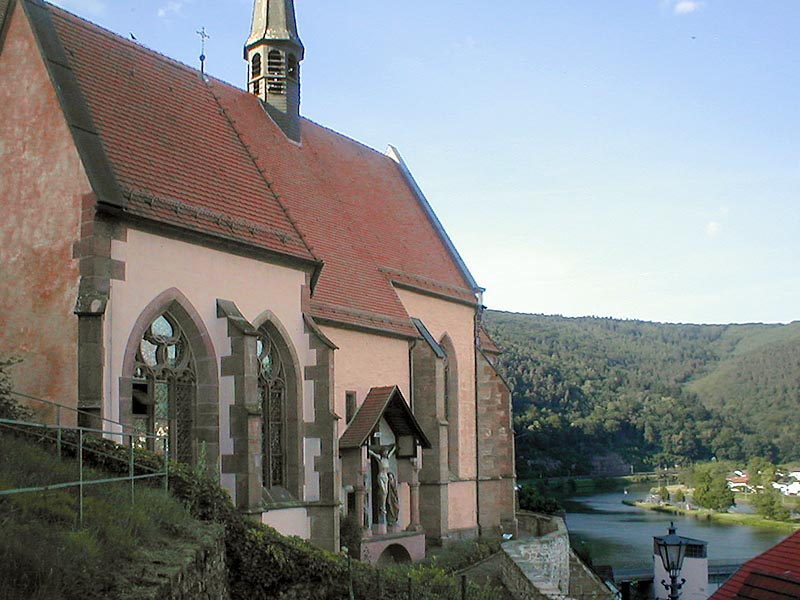
Iglesia del monasterio
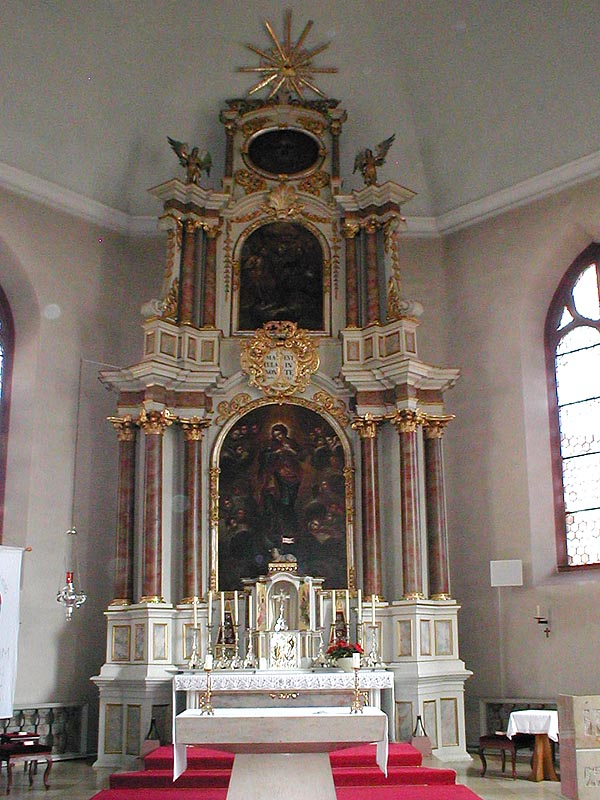
Altar de iglesia católica
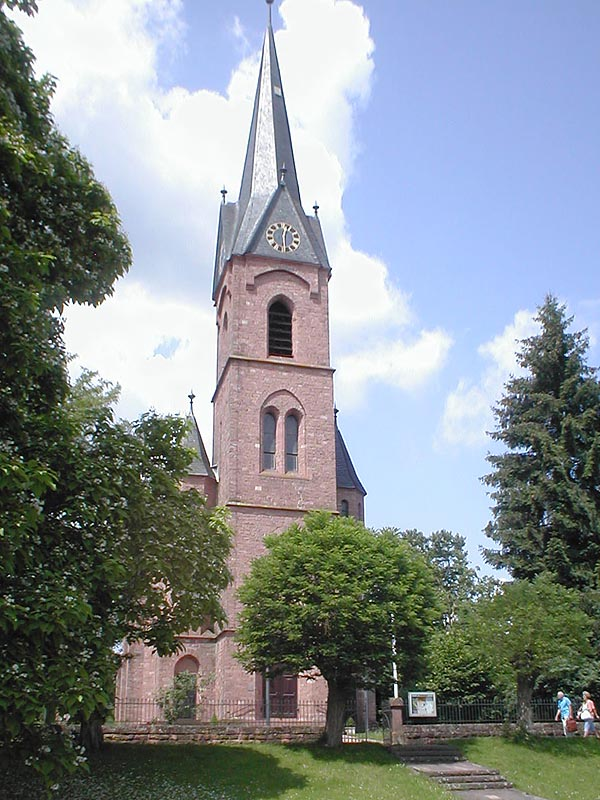
Iglesia evangélica